# Filippo Burgarella
Filippo Burgarella (Trapani, 1º agosto 1948 – Arcavacata di Rende, 18 dicembre 2017) è stato uno storico italiano, docente di storia e civiltà bizantina, di istituzioni medievali e di storia della Chiesa medievale e dei movimenti ereticali, presso l’Università degli Studi della Calabria.

## Biografia
Filippo Burgarella nacque a Trapani nel 1948 e frequentò l’Università degli Studi di Roma, dove si laureò nel 1970 in Lettere Classiche.
Dimostrando ancora giovanissimo predisposizione per gli studi bizantini, scelse di perfezionare la sua formazione dopo la laurea frequentando l'École pratique des Hautes Études en Sciences Sociales. VIᵉ section (EHESS) di Parigi, sotto la guida di André Guillou.
Nel 1974 conseguì il diplôme dell’École, discutendo la tesi dal titolo Structures mythiques de la généalogie byzantine. L’exemple de l’idéologie macédonienne.
Nello stesso biennio in cui conseguì il diplôme, Burgarella fu chargé de cours (incaricato quale docente) per il corso di storia bizantina dell’anno accademico 1973/74, presso l’Université de Paris-Sorbonne (“Unités de formation et de recherche (UFR) d'Italien et Roumain”). 
Ritornato in Italia l’anno seguente, Burgarella fu incaricato dell’insegnamento di storia bizantina presso l’Università degli Studi della Calabria, divenendo titolare dello stesso insegnamento, prima in qualità di associato, poi di straordinario e di ordinario.
Presso la stessa Istituzione lo studioso fu Presidente del Corso di Laurea in Storia e Direttore del Dipartimento di Storia fra gli anni accademici 2000-2009, e divenne membro del Senato Accademico.
Collaborò con importanti centri di studio e di ricerca, fra cui la Fondazione Centro Italiano di Studi sull’alto Medioevo (CISAM), il Monastero Esarchico di S. Maria di Grottaferrata, detto anche “Abbazia Greca di S. Nilo”, e lavorò per la costituzione del “Comitato nazionale per il Millenario Niliano”. Burgarella fu membro attivo dell’Associazione Italiana di Studi Bizantini e dell’Association Pierre Belon di Parigi. Fu più volte Directeur d’études invité dell’École des Hautes Études en Sciences Sociales a Parigi.
Lo studioso fu eletto Presidente dell’“Istituto Regionale di Antichità Calabresi e Bizantine” (IRACEB) di Rossano (Cosenza) e fu membro del Comitatus exsecutorius del Repertorium fontium historiae medii aevi, a cominciare dal volume IX/3 del 2002
Burgarella fu componente del Comitato Scientifico di importanti riviste specialistiche di bizantinistica: dalla “Rivista di studi bizantini e neoellenici”, a “Bizantinistica”, all’“Officina di Studi Medievali” di Palermo, per cui collaborò alla creazione della sezione “Byzantina” all’interno della rivista elettronica “Mediaeval Sophia. Studi e ricerche sui saperi medievali”.

## Interessi di ricerca
La produzione scientifica di Filippo Burgarella si è concentrata sull’ampio arco cronologico esteso tra i secoli VI e XIII, sugli eventi e le personalità che caratterizzarono la storia del Mezzogiorno bizantino e normanno-svevo, considerando temi molto vari. L’originaria attenzione agli aspetti istituzionali (già presente nella tesi discussa all’École riguardo alla genealogia macedone e poi focalizzatasi sul Senato costantinopolitano) si aprì alla storiografia, alla storia del monachesimo e dei movimenti ereticali, alle agiografie. Lo studioso dimostrò sempre un interesse vivo e profondo per le realtà storico-geografiche a lui più vicine: dedicò infatti molte attenzioni alla Sicilia e alla Calabria.
Burgarella si occupò con particolare dedizione della santità e religiosità italo-greca del periodo medio-bizantino, al centro delle sue attenzioni fu specialmente la figura di san Nilo da Rossano e il relativo contesto storico. 
Senza discostarsi dalla cultura religiosa e esaminando parallelamente l’evoluzione politico-culturale tra la società italo-greca e Bisanzio, Burgarella si occupò tanto delle relazioni intessute tra la corte imperiale orientale e i Normanni, quanto degli influssi della spiritualità orientale sul movimento francescano. Ha concentrato la sua attenzione anche sui rapporti fra Chiesa greca e Chiesa latina fino all’epoca di Bessarione.
Lo studioso si dedicò anche alla stesura di voci enciclopediche e prosopografiche, fin dalle prime esperienze negli anni Ottanta del secolo scorso; scrisse infatti per il Dizionario biografico degli Italiani una scheda biografica riguardo all’aristocratico senatore Cecina Mavorzio Basilio Decio, (V/VI secolo). Burgarella analizzò infatti il pensiero politico e sociale dell’Impero in epoca giustinianea e proseguì occupandosi di personalità di rilievo del secolo VI, prima fra tutte quella di Cassiodoro, cui dedicò specifici saggi di approfondimento e sul quale intervenne in vari incontri seminariali.
La cifra dell’ampia produzione scientifica di Filippo Burgarella si evidenziò soprattutto nella capacità di tratteggiare con limpidezza prospettive storiche di ampia durata.

### Opere
Libri e monografie (curatore e/o co-autore):
- L’impero bizantino e l’Islamismo, in Storia universale dei popoli e delle civiltà, a cura di A. Bausani, F. Burgarella, Torino 1997
- Castrovillari nei documenti greci del Medioevo, a cura di F. Burgarella, A. Guillou, Associazione Italiana Cultura Classica, Delegazione di Castrovillari, 2000
- Byzantinisches Sizilien und Süditalien, a cura di F. Burgarella, A. Cilento, Petersberg 2006
- La cultura scientifica e tecnica nell'Italia meridionale bizantina, a cura di F. Burgarella, A.M. Ieraci Bio, Soveria Mannelli (CZ) 2006
- San Nilo di Rossano e l'Abbazia greca di Grottaferrata, Comitato Nazionale del millenario della fondazione dell’Abbazia greca di S. Nilo a Grottaferrata, Grottaferrata-Rossano 2009
- Atti della IX Giornata di Studi dell’Associazione Italiana di Studi Bizantini, in collaborazione con il Pontificio Istituto Orientale: Ortodossia ed eresia a Bisanzio (IX-XII secolo), Roma, 5-6 dicembre 2008, a cura di F. Burgarella, in “Rivista di Studi Bizantini e Neoellenici”, n.s. 47 (2010), Roma 2011

Saggi: 
- Tardo antico e alto medioevo bizantino e longobardo, in N. Cilento (a c. di), Storia del Vallo di Diano, Salerno 1981, pp. 13–41
- Il mezzogiorno dai bizantini a Federico II, (curato insieme a V. von Falkenhausen, V. Fiorani Piacentini, V. Rizzitano, S. Tramontana), Torino 1983
- Aspetti della cultura greca nell'Italia meridionale in età bizantina, in “Bollettino della Badia Greca di Grottaferrata” n.s. 41 (1987), pp. 19–46
- L’Italia bizantina, (curato insieme a A. Guillou), Torino 1988
- Le terre bizantine (Calabria, Basilicata e Puglia), in G. Galasso, R. Romeo (a c. di), Storia del Mezzogiorno, II/2, Napoli 1989
- Tendenze della storiografia italiana tra Ottocento e Novecento nello studio dell'Italia bizantina, in “Mélanges de l’Ecole française de Rome. Moyen Âge” 101 (1989), pp. 365–376
- Dalle origini al Medioevo, in F. Mazza (a c. di), Cosenza: storia, cultura, economia, Catanzaro 1993, pp. 13–70
- GIi assetti politico-amministrativi ed ecclesiastici tra Bizantini e Normanni, in C.D. Fonseca (a c. di), La chiesa di Castellaneta tra medioevo ed età moderna, Galatina (Lecce) 1993, pp. 29–38
- L'Idea di lavoro presso i Greci della Calabria medioevale, in “Etudes balkaniques: recherches interdisciplinaires sur les mondes helléniques et balkaniques; cahiers Pierre Belon”, 2 (1995), pp. 53–70
- Il Senato di Costantinopoli, in “Storia del Senato”, vol. I (1997)
- Per una storia del Senato bizantino, “Storia del Senato”, vol. II (1998)
- L'identità dei bizantini di periferia: i Greci di Calabria, in “Etudes balkaniques: recherches interdisciplinaires sur les mondes helléniques et balkaniques; cahiers Pierre Belon”, 6 (1999), pp. 131–157
- A proposito della Passione di san Senatore e compagni, in “Rivista di Studi Bizantini e Neoellenici” 36 (2000), pp. 47–73
- Fra tarda antichità e alto medioevo. Aque Ange o Aque Anatie e la statio ad Turres ad Turres. Neokastron e la riconquista bizantina del IX secolo. Chiese e monasteri greci, in F. Mazza (a c. di), Lamezia Terme: storia, cultura, economia, Catanzaro 2001, pp. 61–71
- Quando Bari era capitale, in “Medioevo. Un passato da riscoprire. Mensile culturale” 5/8 (2001), pp. 20–26
- "Aque Ange", Cassiodoro ed Enrico VII di Svevia, in “Magna Graecia: rassegna di archeologia, storia, arte e attualità” 36 (2001), pp. 14–16
- Il "Sacramento dei Sacramenti". L'Eucaristia nella Chiesa greca e nella Calabria bizantina, in G. Leone (a c. di), Pange Lingua. L'Eucaristia in Calabria. Storia Devozione Arte, Catanzaro 2002, pp. 45–63
- L'eparchia di Mercurio: territorio e insediamenti, in Rivista di Studi Bizantini e Neoellenici” 39 (2002), pp. 59–92
- Cassiodoro, in “Le Corti Calabresi” I/3, Napoli 2002, pp. 765–774
- Aspetti storici del "Bios" di san Bartolomeo da Simeri, in V. Ruggieri, L. Pieralli (a c. di), Eukosmia: studi miscellanei per il 75. di Vincenzo Poggi S. J., Soveria Mannelli (Catanzaro) 2003, pp. 119–133
- Rossano in epoca bizantina, in “Daidalos” 3/2 (2003), pp. 10–14
- San Niceto in epoca bizantina, in AA. VV., Archeologia a San Niceto: aspetti della vita quotidiana nella fortezza tra XII e XV secolo, I, Mantova 2004, pp. 23–28
- Alle origini del tema di Sicilia, in “Siculorum gymnasium: rassegna semestrale della Facoltà di Lettere e Filosofia dell'Università di Catania” 57 (2004), pp. 67–74
- Organizzazione e presenze militari nella Calabria bizantina tra VI e VIII secolo, in G.P. Givigliano (a c. di), In Calabria, Napoli 2006, pp. 215–256
- La religiosità bizantina, in C.D. Fonseca (a c. di), Storia della Basilicata. II. Il Medioevo, Roma 2006, pp. 328–347
- Sant'Alberto degli Abbati nella Sicilia del suo tempo, in “Carmelus” 53 (2006), pp. 131–156
- Presupposti bizantini nell'area meridionale, in M. Andaloro (a c. di), Nobiles Officinae: perle, filigrane e trame di seta dal Palazzo Reale di Palermo, II, Catania 2006, pp. 119–131
- Monaci e santi greci nella Sila greca, in A.M. Adorisio (a c. di), Longobucco, dal mito alla storia, San Giovanni in Fiore 2008, pp. 117–133
- La Sindone e il Mandylion, in “Parole di vita” 3/16 (2010), p. 11
- Il fuoco greco, in C.D. Fonseca (a c. di), Anima del Fuoco. Da Eraclito a Tiziano, da Previati a Plessi, Milano 2010, pp. 216–221
- Gioacchino da Fiore e il monachesimo greco, in “Archivio storico per la Calabria e la Lucania” 79 (2013), pp. 107–122
- Bisanzio e gli Altavilla, in “Byzantino-sicula VI”, Palermo 2014, pp. 95–106

Atti di convegno:
- Roberto il Guiscardo e Bisanzio,  in C.D. Fonseca (a c. di),Roberto il Guiscardo tra Europa, Oriente e Mezzogiorno. Atti del Convegno internazionale de studio promosso dell'Università degli Studi della Basilicata in occasione del 9 centenario della morte di Roberto il Guiscardo (Potenza-Melfi-Venosa, 19-23 ottobre 1985), Galatina (Lecce) 1990, pp. 39–60
- Lavoro, mestieri e professioni negli atti greci di Calabria, in AA. VV., Mestieri, lavoro e professioni nella Calabria medievale: Tecniche, organizzazioni, linguaggi. Atti dell'VIII congresso storico calabrese, Palmi (RC), 19-22 novembre 1987, Soveria Mannelli (CZ) 1993, pp. 53–86
- Francesco e il santo folle dell'agiografia bizantina, in F.E. Consolino (a c. di), Francesco d'Assisi fra storia, letteratura e iconografia: atti del Seminario; Rende, 8-9 maggio 1995, Soveria Mannelli (CZ) 1996, pp. 83–96
- Chiese d’Oriente e d’Occidente alla vigilia dell’anno Mille, in AA. VV., Europa medievale e mondo bizantino. Contatti effettivi e possibilità di studi comparati, ISIME, Roma 1997 (ripr. in Eglises d’Orient et d’Occident à la veille del l’an Mil, in Byzance et l’Europe. Colloque à la Maison de l’Europe, Parigi 2001, pp. 39–49)
- Sicilia e Calabria fra tarda antichità e alto medioevo, in R. Barcellona, S. Pricoco (a c. di), La Sicilia nella tarda antichità e nell'alto Medioevo: Religione e società ; atti del Convegno di studi (Catania-Paternò, 24-27 settembre 1997), Soveria Mannelli (CZ) 1999, pp. 9–32
- Echi delle vicende normanne nella storiografia bizantina dell'XI secolo, U. Criscuolo (a c. di), Categorie linguistiche e concettuali della storiografia bizantina; atti della Quinta Giornata di Studi Bizantini, Napoli, 23 - 24 aprile 1998, Napoli 2000, pp. 177–231
- Tradizioni eremitiche orientali in Calabria al tempo di San Bruno di Colonia, in T. Ceravolo (a c. di), Immagini di un santo. Bruno di Colonia tra l'Europa e la Calabria 1101 - 2001. Nono centenario della morte di San Bruno di Colonia. Museo della Certosa, Serra San Bruno (Vibo Valentia), 4 ottobre - 4 novembre 2001, Soveria Mannelli (CZ) 2001, pp. 31–46
- Il Senato, in AA. VV., Roma nell’alto Medioevo. Settimane di studio del Centro italiano di studi sull'alto Medioevo, Spoleto 2001, Spoleto 2002, pp. 121–175
- Presenze greche a Roma: aspetti culturali e religiosi, in AA. VV., Roma fra Oriente e Occidente. Settimane di studio del Centro italiano di studi sull'alto Medioevo, Spoleto 19-24 aprile 2001, Spoleto 2002, pp. 943–988
- Il pellegrinaggio nel mondo bizantino, in P. Dalena (a c. di), L'uomo in pellegrinaggio: atti del Convegno di studi organizzato dal Centro internazionale di studi sull'arte normanno-sveva e dal Comune di San Marco Argentano (CS), con la collaborazione del Dipartimento di storia dell'Università degli Studi della Calabria e del Dipartimento di storia dell'Università degli Studi di Firenze, San Marco Argentano (CS), 26 - 27 maggio 2000, Bari 2003, pp. 41–50
- Bizantini e Longobardi nell'Italia meridionale, in AA. VV., I Longobardi dei ducati di Spoleto e Benevento: atti del XVI Congresso Internazionale di Studi sull'Alto Medioevo; Spoleto, 20 - 23 ottobre 2002, Benevento, 24 - 27 ottobre 2002 (Vol. 1-2), Spoleto 2004, pp. 181–204
- Tradizioni eremitiche orientali in Calabria al tempo di San Bruno di Colonia, in P. De Leo (a c. di), San Bruno di Colonia: un eremita tra Oriente e Occidente; [Celebrazioni nazionali per il nono centenario della morte di San Bruno di Colonia; secondo convegno internazionale; Serra San Bruno, 2 - 5 ottobre 2002, Palazzo Chimirri], Soveria Mannelli (CZ) 2004, pp. 31–46
- Ravenna e l’Italia meridionale e insulare, in AA. VV., Ravenna da capitale imperiale a capitale esarcale, Ravenna 6-12 giugno 2004, (XVII Congresso Internazionale di Studio del CISAM), Spoleto 2005, pp. 101–133
- Profilo storico-biografico di Sant'Alberto degli Abbati nella Sicilia del suo tempo, in E. Castoro (a c. di), 7. centenario del transito al cielo di S. Alberto degli Abbati: "un santo vivo nel cuore della nostra gente", 1307 - 2007 ; atti del convegno ; Trapani, 8-9-10 maggio 2006, Roma 2006, pp. 15–51
- Dai monaci greci ai frati francescani in Calabria, A.M. Spanò (a c. di), Il francescanesimo in Calabria: atti del I convegno internazionale di studio: Siderno-Gerace, 26-27 maggio 2006, Soveria Mannelli (CZ) 2009, pp. 43–48
- Conclusioni, in C. Varaldo (a c. di), Ai confini dell'impero: insediamenti e fortificazioni bizantine nel Mediterraneo occidentale (VI-VIII sec.): convegno di studi, Genova-Bordighera, 14-17 marzo 2002, Bordighera 2011, pp. 833 s.
- Il vetro a Bisanzio, A. Coscarella (a c. di), Il vetro in Italia: testimonianze, produzioni, commerci in età basso medievale ; il vetro in Calabria: vecchie scoperte, nuove acquisizioni: atti XV Giornate Nazionali di Studio sul Vetro A.I.H.V., Cosenza 2012, pp. 335–340
- Greci e Arabi nella Calabria Medievale, in G. De Sensi Sestito (a c. di), La Calabria nel Mediterraneo: flussi di persone, idee e risorse; atti del convegno di studi (Rende, 3-5 giugno 2013), Soveria Mannelli (CZ) 2013, pp. 179–188
- Shabbettai Donnolo nel Bios di San Nilo da Rossano, in G. De Sensi Sestito (a c. di), Gli ebrei nella Calabria medievale: atti della giornata di studio in memoria di Cesare Colafemmina (Rende, 21 maggio 2013), Soveria Mannelli (CZ) 2013, pp. 49–62

Voci enciclopediche:
In “Dizionario biografico degli Italiani”: Decio, Cecina Mavorzio Basilio, vol. 33 (1983).